# Château de Mausson
Le château de Mausson est un château situé au sud de la commune de Landivy en Mayenne.

## Situation
C'est par le rapprochement des quatre ponts ou passages fortifiés de la Futaie  entre la Mayenne et la Bretagne que l'on peut en saisir la signification : 
- le Pontmain, avec son château bâti dans l'enceinte d'un châtelier du XIe siècle, et sa chapelle devenue église paroissiale ;
- le Pont-Dom-Guérin, protégé par le Château de Mausson de même origine, ayant aussi sa chapelle d'ermitage de Saint-Abraham ;
- le Pont-Aubray, qui garde intact son châtelier et sa chapelle d'origine romane.

C'est à cet angle de la Mayenne que convergeaient tous les Chemins montais qui empruntaient son territoire ; par là que se dirigeait le mouvement le plus actif de communication. Le baron de Mayenne songea dès sa première investiture, en assurant la sécurité des voyageurs, à s'en procurer le bénéfice. Le seigneur de Landivy fut son voyer, comme il est nommé dans la vie de saint Guillaume Firmat. Pontmain, qu'il se réserva et qu'il fortifia mieux que les autres ponts ou passages, fut le chef-lieu de la châtellenie de Pontmain, qu'il n'abandonna jamais.

## Histoire

Armes des Scépeaux : vairé d'argent et de gueules.

Il a été édifié aux XVe et XVIe siècles sur les ruines d'un château plus ancien, rasé pendant la guerre de Cent Ans. Il a été construit sur un promontoire dominant le cours de l'Airon et le passage du Pont Dom-Guérin. Le domaine seigneurial a ensuite été possédé par les familles de Landivy, de Scépeaux, de Romilley et d'Alba jusqu'à la Révolution française.
Composé d'un corps de logis et de différentes autres parties désormais en ruines, il a été classé monument historique par arrêté du 3 février 1912.
Son nom (Mausson) signifierait « mauvais dessein, mauvais sort »[réf. nécessaire].

## Parc du château
Le parc du château (XVIIIe siècle) est recensé par l'inventaire général du patrimoine culturel. À l'est du parc, un plan d'eau de 300 mètres de long sur 50 mètres de large environ s'étend jusqu'aux hameaux de Bay-de-Fer et de la Basse Maulardière. Vers le sud, le parc se confond avec celui de la maison des Oblats de Pontmain.